# Ghent (miasto)
Ghent – miasto w Stanach Zjednoczonych, w stanie Nowy Jork, w hrabstwie Columbia.